# James Reyne
James Michael Nugent Reyne (ur. 19 maja 1957 w Lagos) – australijski wokalista, autor tekstów piosenek i aktor.

## Życiorys

### Wczesne lata
Przyszedł na świat w Nigerii. Jego ojciec, Rodney Michael Reyne, urodził się w Anglii i służył jako adiutant gubernatora Victorii w Royal Marines, Sir Dallasa Brooksa, a następnie pracował dla British Petroleum. Jego dziadek ze strony ojca, Cecil Nugent Reyne, był angielskim kontradmirałem. Jego matka, Judith Graham (z domu Leask), była nauczycielką. Jego młodszy brat, David Reyne (ur. 1959), również urodził się w Nigerii. Rodzina przeniosła się do Victorii pod koniec 1959, gdzie urodziła się młodsza siostra Elisabeth. Na początku lat 60. przeniósł się do Australii. Dorastał w Mornington Peninsula w stanie Wiktoria. Porzucił studia prawnicze i uczył się sztuk dramatycznych w Victorian College of Arts przy Uniwersytecie w Melbourne.

### Kariera
W 1978 z Simonem Binksem założył zespół pod nazwą Australian Crawl, który w latach 80. wylansował m.in. takie przeboje jak „Reckless”, „Errol”, „Boys Light Up”, „Downhearted”, „Oh No Not You Again” i „Unpublished Critics”. Zadebiutował w roli aktorskiej na scenie w musicalu Howarda Ashmana Sklepik z horrorami (Little Shop Of Horrors) oraz jako czarny charakter – przebiegły, podstępny i chciwy tenisista Greg Marsden, trzeci mąż najbogatszej kobiety (Rebecca Gilling]) w Australii, który podczas wspólnej wyprawy zostawia małżonkę pośród krwiożerczych krokodyli w miniserialu Powrót do Edenu (Return To Eden, 1983).
W 1986 rozpoczął karierę solową, a rok później wydał swój pierwszy album James Reyne (1987) i platynowe single: „Fall of Rome” (1987), „Hammerhead” (1987) i „Motor’s Too Fast” (1988). Po narodowym sukcesie występu z przebojem „Rip It Up” przed australijskim koncertem Tiny Turner w 1988, zrealizował w Londynie kolejne dwie płyty – Hard Reyne (1989) i Electric Digger Dandy (1991). W 1992 singel „Way Out West” pochodzący z albumu Company Of Strangers (1992) trafił na pierwsze miejsce australijskiej listy. Po raz pierwszy pojawił się na kinowym ekranie w roli menadżera Tiny Turner w biograficznym dramacie muzycznym Briana Gibsona Tina (What’s Love Got to Do with It, 1993) z Angelą Bassett i Laurence’em Fishburne. Następnie w Los Angeles nagrał album The Whiff Of Bedlam (1995).

## Życie prywatne
Ze związku z Kim Ellmer ma syna Jaime-Robbie’go (ur. 11 maja 1985). Ma także córkę Molly. W 2017 ożenił się z Leanne Woolrich, przyjaciółką i byłą asystentką Kylie Minogue.

## Filmografia

### Obsada aktorska

#### Filmy kinowe
- 1993: Tina (What’s Love Got to Do with It) jako Roger Davies

#### Filmy TV
- 2003: Pocztówkowy bandyta (The Postcard Bandit) jako James Reyne

#### Seriale TV
- 1998: Stanowy koroner (State Coroner) jako Liam Pearce
- 1983: Powrót do Edenu (Return To Eden) jako Greg Marsden

### Kompozytor
- 2003: Pocztówkowy bandyta (The Postcard Bandit)

### Autor tekstu
- 1984: Razorback – piosenka pt. „Reckless” („Don’t Be So”)

### Wykonanie piosenki
- 2002: Crackerjack – piosenka pt. „Reckless”

## Dyskografia

### Z zespołem Australian Crawl
- 2005: Boys Light Up/Sirocco
- 2002: The Definitive Collection Australian Crawl
- 2000: Reckless 1979-1995
- 1986: Final Wave
- 1983: Semantics
- 1983: Between a Rock & A Hard Place
- 1982: Sons of Beaches
- 1981: Sirocco
- 1980: Boys Light Up

#### Albumy
- 2007: Every Man A King
- 2005: ...And The Horse You Rode In On
- 2004: Speedboats for Breakfast
- 2000: Reckless 1979-1995
- 1999: The Live Bonus Disc
- 1999: Design For Living
- 1997: Brand New Emperor's Clothes
- 1996: Live In Rio
- 1994: The Whiff Of Bedlam
- 1992: The Best Of James Reyne
- 1992: Company Of Strangers
- 1991: Any Day Above Ground
- 1991: Electric Digger Dandy
- 1989: Hard Reyne
- 1988: Motor's Too Fast
- 1987: James Reyne

#### Single
- 1998: Not Waving, Drowning
- 1998: Wonderful Today
- 1997: Brand New Emperor's Clothes
- 1995: It's Only Natural
- 1995: Red Light Avenue
- 1995: Day in the Sun
- 1991: Slave
- 1991: Any Day Above Ground
- 1988: Motor's Too Fast
- 1987: Hammerhead
- 1987: Fall of Rome

#### Z Jamesem Blundellem (jako producent)
- 1992: Way Out West